# Duks 1912
Die Duks 1912 (russisch Дукс 1912) war ein russisches Militärflugzeug. Hergestellt wurde es im Moskauer Duks-Werk.

## Entwicklung
Das Muster war eine bei Duks modifizierte Farman VII und nahm 1912 an einem russischen Militärflugzeugwettbewerb teil. Man hatte den Oberflügel vergrößert und das Leitwerk sowie die Verstrebung überarbeitet. Die Flugerprobung zeigte, dass die Leistungen über denen des Ausgangsmusters lagen, und die Duks 1912 konnte nach der Sikorsky S-6B den zweiten Platz im Wettbewerb erringen. Das Militär zeigte aber kein Interesse und bestellte weiterhin die damalige Standardmaschine Farman VII, so dass es nicht zu einer Weiterentwicklung der Duks 1912 kam.

## Technische Daten Duks 1912
| Kenngröße             | Daten                               |
| --------------------- | ----------------------------------- |
| Länge                 | 9,00 m                              |
| Flügelspannweite      | 12,70 m                             |
| Flügelfläche          | 30,00 m²                            |
| Leermasse             | 345 kg                              |
| Startmasse            | 600 kg                              |
| Flächenbelastung      | 20,00 kp/m²                         |
| Leistungsbelastung    | 8,60 kg/PS                          |
| Triebwerk             | ein luftgekühlter Umlaufmotor Gnome |
| Startleistung         | 51 kW (70 PS)                       |
| Höchstgeschwindigkeit | 86 km/h                             |
| Besatzung             | 1                                   |